# INTA SIVA

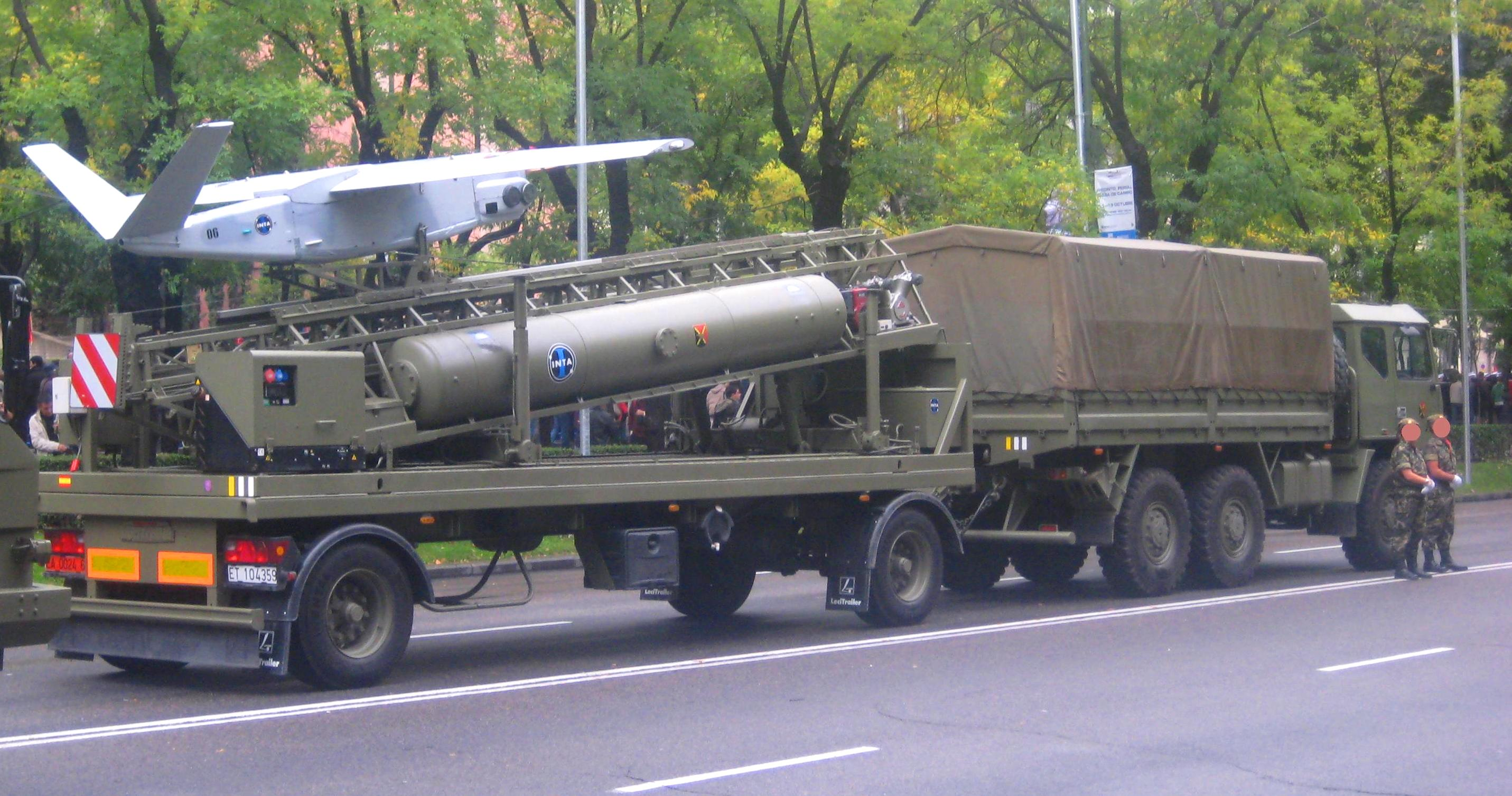

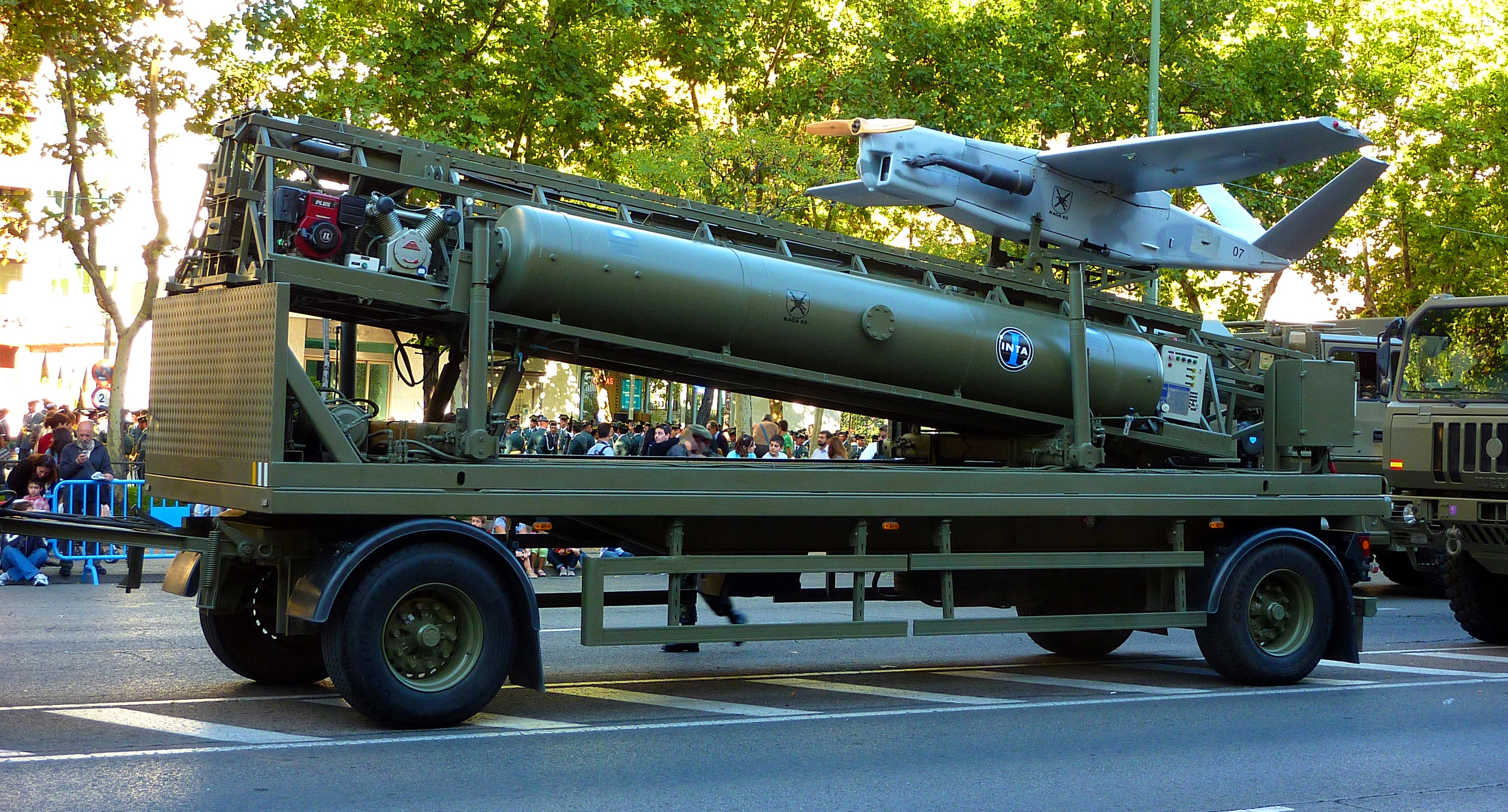

Le INTA SIVA est un drone de reconnaissance de fabrication espagnole.

## Description
Il est fabriqué en Espagne par l'INTA.
Il a évolué par la suite en INTA Milano et INTA ALO.
En 1988, l'INTA (avec la perspective de devoir développer un système national de surveillance du champ de bataille) a commencé l'ingénierie R&D qui a culminé près de 18 ans plus tard (fin 2006) avec la livraison de quatre avions sans pilote à l'armée espagnole.
L'utilité des drones est qu'aucune guerre ne peut être gagnée sans la maîtrise de l'air.
L'une des missions que l'aviation peut développer est l'observation des mouvements du rival. Cette observation est traditionnellement confiée à des avions de chasse, c'est-à-dire des avions de chasse-bombardiers équipés de caméras puissantes capables de détecter les mouvements des forces adverses. Cependant, cela présente un inconvénient évident : l'impossibilité pour un pilote de rester longtemps au-dessus du territoire ennemi sans courir le risque d'être abattu, avec les pertes humaines et matérielles qui en découlent, mais aussi l'épuisement que durent de longues missions telles comme celles d'observation, elles produisent chez les pilotes eux-mêmes et le matériel. Ainsi, pour éviter la perte de vies humaines, et minimiser les pertes acceptables, les premiers prototypes d'avions sans pilote ont été développés à la fin des années 1960 (en Israël et aux États-Unis).
L'Espagne a développé sa propre technologie cohérente qui a été le travail de l'INTA. Les drones espagnols peuvent rester en l'air plus de sept heures, se déployer à plus de 150 km du point de décollage et peuvent emporter différents types de charge utile selon la mission à développer (capteurs de vision nocturne, capteurs infrarouges, radars à ouverture synthétique en cours de développement, etc.). En 2013, le SIVA était équipé d'un système d'atterrissage et de décollage automatique.
SIVA à la capacité à fonctionner sans intervention humaine, c'est-à-dire qu'une fois les paramètres de la mission définis, l'ordinateur à bord l'accomplirait en toute indépendance de l'humain.
Les systèmes SIVA sont également utilisés par l'armée de l'air depuis 2012 pour équiper l'école des systèmes aériens sans pilote de l'aéroport de Salamanque/Matacan.

## Spécifications
- charge utile: 100 kg (40 kg de charge utile, 60kg de combustible)
- 115-190 km/h
- rayon d'action: 100-150 km
- autonomie: 6,5 h avec 40 kg
- 4000 m
- 13 100 pieds[2]

## Drones comparables
- INTA Milano
- INTA ALO
- Luna X 2000
- SAGEM Sperwer
- Yakovlev Ptchela-1T